# François-Hippolyte Allemand
Pour les articles homonymes, voir Allemand (homonymie).
François-Hippolyte Allemand, né en mer, enregistré à Marseille le 5 avril 1820, et mort à Marseille le 29 octobre 1895, est un officier de marine français.

## Biographie
Il entre à l’École navale en octobre 1836 et en sort aspirant de marine de 2e classe en octobre 1838. Il sert alors sur le Cygne dans de nombreuses campagnes (1838-1839) puis sur le Neptune (1839-1840). Aspirant de 1re classe (novembre 1840), il est membre de la division de l’Atlantique sud sur L’Expéditive (1841-1845). Enseigne de vaisseau (novembre 1842) puis lieutenant de vaisseau (mars 1846), il sert ainsi en Méditerranée puis participe à la Guerre de Crimée sur le Cacique. Promu capitaine de frégate en décembre 1855, il commande L’Ariège de 1859 à 1861 et participe à la campagne d'Italie. 
De 1861 à 1864, il sert sur le Iéna et, nommé capitaine de vaisseau en janvier 1864, commande la Castiglione’ dans l’escadre de la Méditerranée (1866-1867) puis les frégates cuirassées Savoie, Héroïne, Thétis et Revanche (1867-1870). 
Pendant la guerre franco-allemande de 1870, il commande l’Andromaque en Méditerranée puis l’Iéna (1871-1874) et est nommé contre-amiral en avril 1875. Il dirige alors la division navale de l'Atlantique Sud de 1877 à 1879 sur la Thétis comme administrateur colonial du Gabon. 
Membre du Conseil des travaux (mai 1879), vice-amiral (septembre 1880), il est nommé préfet maritime de Cherbourg en octobre 1880 et prend sa retraite en mars 1885.

## Distinctions
- Chevalier (28 septembre 1852), Officier (18 septembre 1860), Commandeur (1er septembre 1869) puis Grand officier de la Légion d'honneur (29 décembre 1883).